# Theodor von Liebieg

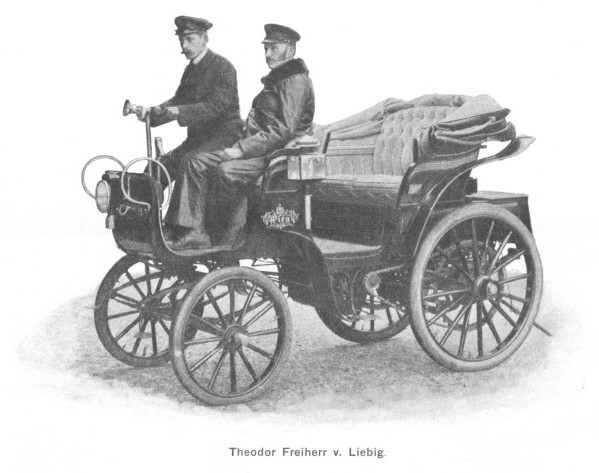
Theodor von Liebig v autě r. 1900

Theodor Maria Johann von Liebieg (Liebig) (15. červen 1872 Liberec-Kristiánov - 24. květen 1939 Liberec) byl podnikatel a továrník a první český automobilista. Byl synem Theodora svobodného pána von Liebiega a Angeliky, rozené Clemens.

## Životopis
Narodil se v Liberci 15. června 1872. Vystudoval gymnázium. Když jeho otec v jednapadesáti letech náhle v srpnu 1891 zemřel, převzal po otci vedení společnosti v libereckém textilním podniku (pozdější Textilana), který v té době patřil k největším v rakousko-uherské monarchii. Jeho matka i otec bydleli na rodinném sídle, na zámku Liebieg v Gondorfu nad Moselou (Gondorf am der Mosel). Po smrti otce zde jeho matka žila až do své smrti, 10. ledna 1919. Oženil se v roce 1901 s Marií Idou Annou, roz. Blaschka z Českého Dubu (1881-1979). V letech 1902-1911 spolu měli 5 dětí.
Theodor Liebieg zemřel v noci z 23. na 24. května 1939. Prameny uvádějí jako jeho datum skonu obě tato data. Jeho manželka ho přežila o 40 let, zemřela ve věku 97 let 29. května 1979 v německém Vallendaru (Mayen-Koblenz).

## Podnikatel
Baron a továrník z Liberecka, jeden z nejúspěšnějších a nejbohatších podnikatelů své doby. Byl vnukem zakladatele rodinné firmy Liebiegů, Jana (Johanna) Liebiega seniora (Johann Liebieg & Comp.). Řízení čtrnácti rodinných podniků se ujal již v roce 1890 jako osmnáctiletý. Za jeho vedení byly vybudovány sesterské podniky v Maďarsku, Rumunsku, Rakousku, nakoupeny velkostatky v Haliči i Čechách. Významným způsobem se podílel na rozvoji a chodu kraje, zejména textilního průmyslu, díky němuž rodina zbohatla. Na jeho popud byly vybudovány četné stavby, jež dodnes patří mezi nejproslulejší liberecké architektonické památky.
Na přelomu let 1905 a 1906 vzniká v Liberci první vůz, zkonstruovaný továrníkem Christianem Linserem. Po složitém vyjednávání se Liebiegovi podařilo autodivizi odkoupit. V roce 1907 společně s přáteli Alfredem nebo Willim Ginzkeyem z Vratislavic nad Nisou a Oskarem von Klingerem z Nového Města pod Smrkem založil Libereckou továrnu automobilů R. A. F. (Reichenberger Automobil Fabrik). Továrna přes velmi dobrou pověst (např. automobil R. A. F. FW 25 z roku 1909) v roce 1913 splynula s mladoboleslavskou automobilkou Laurin & Klement. Liebig byl i členem správní rady firmy Laurin & Klement, ale ukončení výroby automobilů v Liberci roku 1916 nezabránil.
Byl předsedou několika správních rad (závodu Rollfs ve Frýdlantu, Siemens a.s. pro výrobu elektrických zařízení v Praze, aj.), v letech 1929-1939 byl prezident Obchodní a živnostenské komory v Liberci, dále zastával funkci předsedy Hlavního svazu německého průmyslu v Československu (Hauptverband der deutschen Industrie in der ČSR), Všeobecného německého textilního svazu v ČSR a ve výboru Ústředního svazu československých průmyslníků. Byl dále prezidentem Duchcovské uhelné společnosti, předsedou správní rady akciové společnosti Liberecká pouliční dráha, České banky Union, spoluzakladatelem a předsedou kuratoria Libereckého veletrhu a Severočeského uměleckoprůmyslového muzea.
Se vznikem Československa a novým postavením Němců jakožto menšiny se ale nesmiřoval dobře, v třicátých letech 20. století začal podporovat Sudetoněmeckou vlasteneckou frontu (Sudetendeutsche Heimatsfront) a poté Sudetoněmeckou stranu (Henleinovci) a dožil se i okupace území za protektorátu.

## Automobilista
Theodor Liebieg se v roce 1893 stal vlastníkem Benzova automobilu Victoria a je tak považován za prvního automobilistu v Čechách a pravděpodobně třetího v celém Předlitavsku. Po zbytek života byl zapáleným motoristou. Podnikal dálkové jízdy a zúčastňoval se automobilových závodů.
První dálkovou jízdu absolvoval Liebieg se spolujezdcem, lékařem dr. Franzem Stranským z Liberce (tehdy Reichenberg) za svojí matkou do rodinného sídla v německém Gondorfu nad Moselou (nedaleko Koblenze) se zastávkou i v Mannheimu u Karla Benze. Cesta jim zabrala od 16. července celý týden a urazili při ní do 22. července 939 kilometrů. Benzin kupovali v lékárnách a na nádražích (spotřebovali ho prý 140 litrů), vodu na chlazení brali kde se dalo – údajně i ze studní a potoků. Podle dobových údajů spotřeba vody výrazně překonávala spotřebu paliva: na 100 kilometrů vůz vyžadoval 21 litrů benzinu a 150 litrů vody. S tímto vozem pak pokračovali v dálkové jízdě do Remeše, kde před časem chodil na gymnázium. Zpět do Liberce se vrátili 22. srpna 1894. Liebiegova cesta z Liberce do Gondorfu vozem Benz Victoria byla první dálkovou jízdou ve světových dějinách automobilismu. Vůz Benz Victoria barona Theodora von Liebiega se po II. světové válce dostal do Národního technického muzea v Praze, kde je v hlavní hale NTM vystaven.

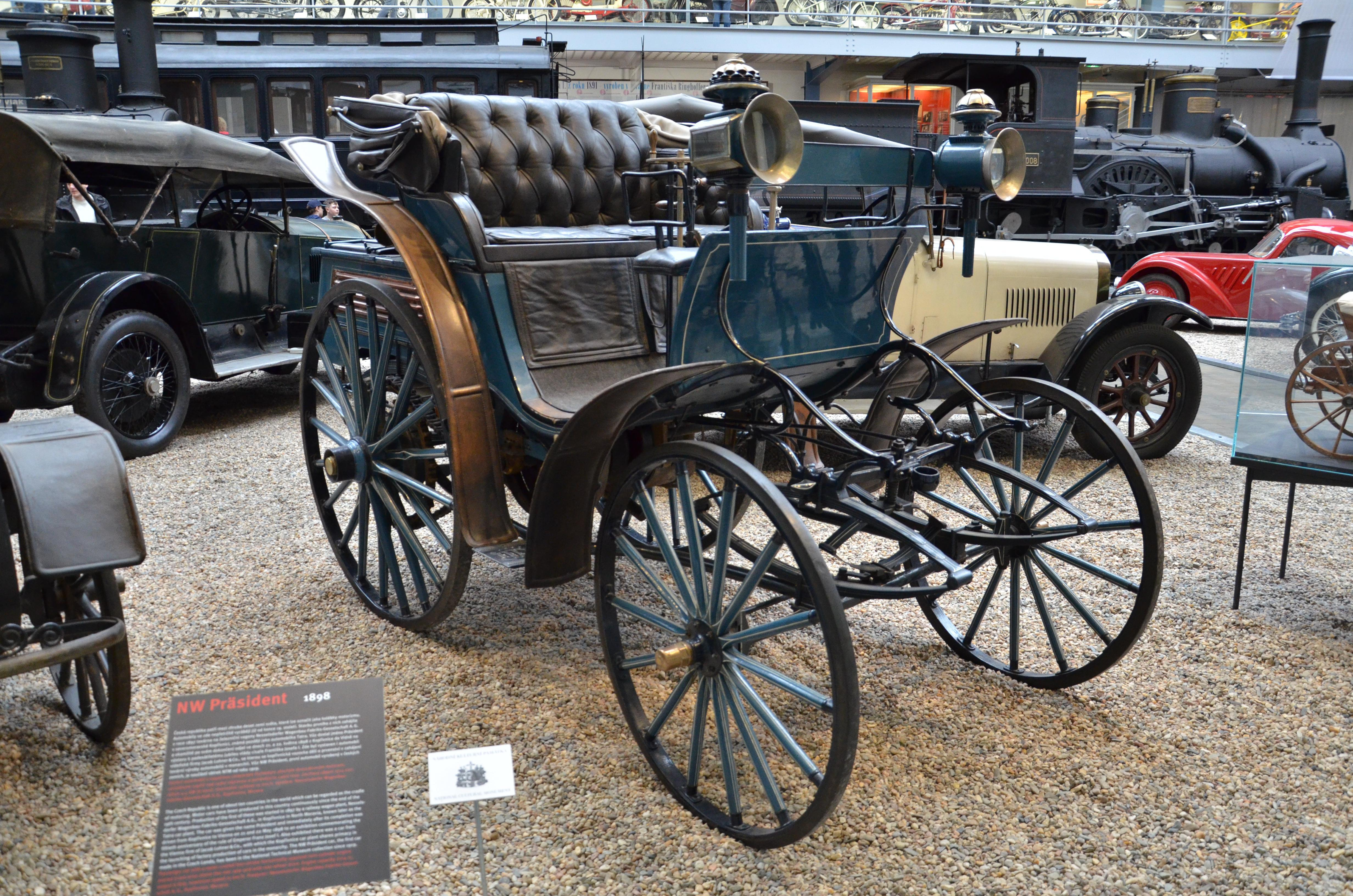
Liebiegův automobil Benz Viktoria (1893) v NTM Praha

Baron Liebieg se také v roce 1897 značnou měrou zasloužil o uskutečnění stavby prvního továrně vyráběného sériového automobilu na území Rakousko-Uherska, legendárního NW Präsident (NW, Nesselsdorfer Wagenbau-Fabriks-Gesellschaft). Především díky jeho přátelství totiž automobilový konstruktér prvního benzinového automobilu Karl Benz svolil, že do Kopřivnice dodá jeden ze svých dvouválcových motorů, jenž pak byl do vozu Präsident namontován.
S automobilem začal Liebieg i závodit, ve dnech 25. až 27. května 1898 se zúčastnil s vozem Benz Dos-à-Dos distančního závodu Berlín - Lipsko. V říjnu 1899 Liebieg zvítězil na voze typu NW Präsident v tzv. pánské jízdě v prvních mezinárodních automobilových závodech (na území Rakouska-Uherska) na klusácké dráze ve Vídni a v jízdě handicapové na 5,5 km obsadil 3. místo. V tomtéž roce obsadil 2. místo v soutěži elegance při květinovém korzu v Nice. V březnu 1900 jako druhý skončil v dálkové jízdě Course Réservée na trati Nice-Draguignan-Nice (26.-27. března, 192 km) a dosáhl průměrné rychlosti 39,5 km/h. O 4 dny později zvítězil v čase 38:28 min. na voze NW ve třídě automobilů o hmotnosti do 1000 kg v 3. ročníku závodu do vrchu Nice-La Turbie (17 km). Liebig se vracel z Francie se dvěma věnci. Vídeňský tisk ho 8. dubna "odměnil" oslavnou sedmnáctislokovou básní. Autor kopřivnický vůz pohaněl jako kraksnu, na níž si prý pan baron zlomí haksnu. Je však pravdou, že vozy NW byly v té době vysoké a s úzkým rozchodem. Liebig věděl, co je třeba udělat.
Díky svým dobrým vztahům v Kopřivnické vozovce si dohodl výrobu prvního, českého závodního automobilu NW Rennzweier (též označovaný jako NW 12 resp. NW Rennwagen). Ten byl vyroben v roce 1900 za neuvěřitelných 5 týdnů, ale v pozdějších letech byl nejméně třikrát přestavován. Byl vybaven plochým dvouválcovým motorem Benz o objemu válců 4250 cm³ (vrtání 130 x zdvih 160 mm) se dvěma samočinnými sacími a jedním výfukovým ventilem, vodním chlazením se zubovým čerpadlem a odpařovacím karburátorem. Karburátor s palivovou nádrží byl umístěn v přední části vozu a s motorem na zádi byl spojen třímetrovým potrubím. Se čtyřstupňovou převodovkou a výkonem 8,8kW/12 k vůz mohl dosáhnout rychlosti 80 km/h. V červnu 1900 (1.-2.6.) skončil Liebieg na závodním NW Rennwagen jako druhý ve velmi těžkém závodě Salcburk-Linec-Vídeň (324 km) a v červenci téhož roku skončil na 2. místě v mezinárodně silně obsazeném okruhovém závodě ve Frankfurtu nad Mohanem. Téhož roku obsadili Liebieg a Aujezdský 1. a 2. místo v kategorii cestovních automobilů v dálkové jízdě Baden-Štýrský Hradec-Baden (330 km).
Počátkem měsíce června 1902 baron Liebieg se svým vozem a turistou Jos. Matouškem vyjeli na Ještěd. K jízdě na vrch až k temeni potřebovali pouze 51 minut, aniž by se jim při této odvážné jízdě cokoliv přihodilo. Koncem června 1902 pak Liebieg úspěšně startoval s tímto závodním automobilem v závodě o pohár Gondona Benneta na trati Paříž-Innsbruck a v jeho pokračování až do Vídně. Závodní NW Rennwagen posloužil Liebiegovi po namontování nosičů zavazadel jako doprovodné vozidlo při jeho téměř 2000 km dlouhé svatební cestě z Liberce přes Korutany, Itálii, Francii, Švýcarsko a Tyrolsko zpět do Liberce. Sám Liebieg s chotí absolvoval svatební cestu v květnu 1901 na voze NW B-Dreirer.

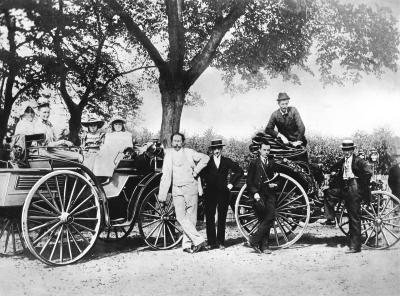
Karl Benz s rodinou a Theodor Liebieg v roce 1894 na cestě z Mannheimu do Gernsheimu. Benz stojí u vozu Benz Vis-à-Vis (Benz Patent-Motorwagen Nr. 3, vlevo), zatímco von Liebieg jel s vozem Benz Victoria (1894)

Založil v roce 1900 např. Německo-český automobilový spolek a v roce 1905 německo-český autoklub NAC (Severočeský automobilní klub, Nordboehmischer Automobil Club). Ten se potom stal v pozdějších letech jako člen Kartelu ARČs. a klubů sdružených pořadatelem mnoha závodů motocyklů a automobilů (např. gymkhána ve Frýdlantu, O zlatý štít NAC v Liberci, Hvězdicová jízda do Liberce, Honba za liškou NAC, Otevřený závod motocyklů na travnaté dráze v Liberci, Závod motocyklů do vrchu Ještěd atp.). Byl to nejstarší autoklub českého venkova.
Jedna z nejstarších v Česku dochovaných automobilových trofejí z roku 1900, patřící baronu von Liebiegovi, byla v roce 2016 darována soukromým sběratelem Severočeskému muzeu v Liberci. Jednalo se o medaili z ryzího stříbra ze závodů na francouzské Riviéře (Course Réservée na trati Nice-Draguignan-Nice) z března 1900, kde baron soutěžil s vozem NW, předchůdcem dnešní Tatry.

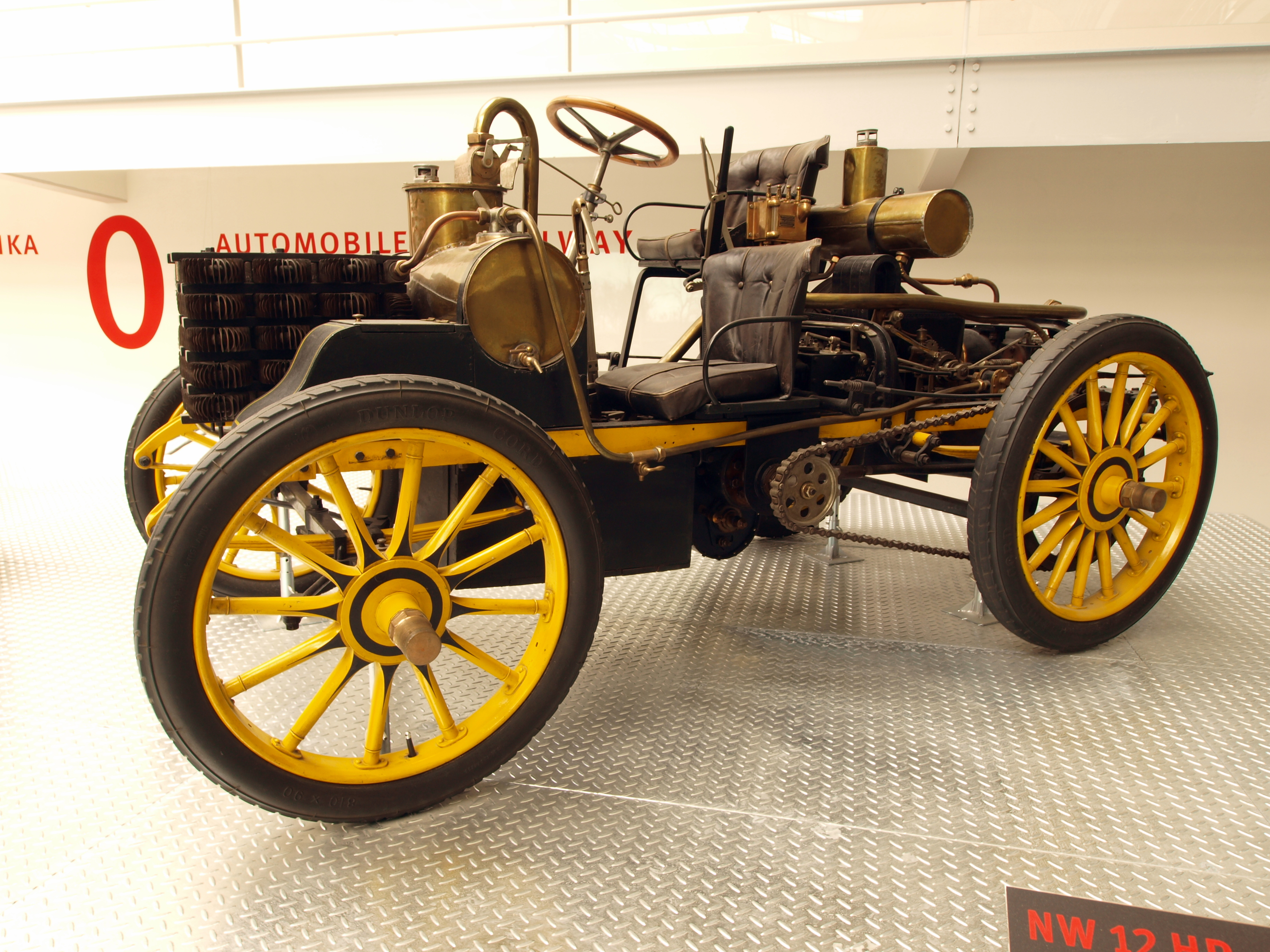
NW Rennwagen (Rennzweier, 1900)